# Dushak
Dushak (tiếng Turkmen: Duşak) là một thị trấn nhỏ trong sa mạc Karakum, nằm trên dãy núi Kopet Dag của tỉnh Ahal, Turkmenistan.